# Ворошиловец (тягач)
«Ворошиловец» — советский тяжёлый артиллерийский тягач. 
Разработка начата в 1935 году. Конструкторы: компоновку вёл Д. М. Иванов; моторную группу — П. Е. Либенко и И. 3. Ставцев; трансмиссию — В. М. Кричевский, С. 3. Сидельников и В. П. Каплин; ходовую часть — П. Г. Ефременко и А. И. Автомонов; вспомогательное оборудование — И. В. Дудко и Ю. С. Миронов. Разработка велась под руководством главного конструктора Н. Г. Зубарева и его заместителя Д. Ф. Боброва.

## Технические характеристики
- Масса прицепа, т — 22.
- Тяга, т — 13—17.
- Клиренс, м — 0,462.
- Ширина гусениц, м — 0,428.
- Скорость: 42 км/ч без прицепа по шоссе, 20 км/ч с прицепом по шоссе, 16 км/ч с прицепом по пересечённой местности.
- Запас хода, км: по шоссе — 270, по грунту — 130[1].

## В массовой культуре
В компьютерной игре «Sudden Strike 4» тягач «Ворошиловец» появляется на вооружении РККА и Армии Финляндии как аварийная машина для вытаскивания техники из грязи.
В компьютерной игре «Blitzkrieg» появляется как транспорт для пехоты и артиллерии.